# 酒匂町
酒匂町（さかわまち）は、神奈川県足柄下郡に存在した町。現在の小田原市東部の西湘バイパス・酒匂インターチェンジ周辺に位置した。

## 地理
- 河川：酒匂川

## 歴史

### 村名の由来
神酒を川に注いだところ酒の匂いがしばらく収まらなかったという説、「匂」は「勾」の誤りであり、川の逆流による逆川（さかがわ）にちなむという説、川の曲折を指す「さかわだ」にちなむという説がある。

### 沿革
- 1889年（明治22年）4月1日 - 町村制の施行により、酒匂村、小八幡村、網一色村、山王原村が合併して酒匂町が発足。
- 1940年（昭和15年）12月20日 - 酒匂川右岸の大字網一色、山王原が同日発足した小田原市に合併。
- 1942年（昭和17年）4月1日 - 町制施行。
- 1954年（昭和29年）12月1日 - 小田原市に編入。同日酒匂町廃止。

## 経済

### 産業
農業
『大日本篤農家名鑑』によれば酒匂村の篤農家は、「山崎角蔵、金子豊蔵、本山純信、原吉太郎、川瀬亮三」などである。

## 交通

### 鉄道路線
日本国有鉄道（現東日本旅客鉄道）東海道本線が町域を通過していたが、駅は存在しなかった。鴨宮駅が至近に所在する。

## 現在の町名
- 住居表示実施地区
  - 国府津一 - 五丁目（大字小八幡、大字前川）
  - 寿町一 - 五丁目（大字網一色、大字山王原）
  - 小八幡一 - 四丁目（大字小八幡）
  - 酒匂一 - 七丁目（大字酒匂、大字小八幡）
  - 中町一 - 三丁目（大字山王原）
  - 西酒匂一 - 三丁目（大字酒匂）
  - 浜町一 - 四丁目（大字山王原）
  - 東町一 - 五丁目（大字網一色、大字山王原）
  - 南鴨宮一 - 三丁目（大字酒匂）
- 住居表示未実施地区
  - 酒匂、小八幡、前川

### 道路
- 国道1号